# バーデン＝バーデン・フライブルクSWR交響楽団
- バーデン＝バーデン南西ドイツ放送交響楽団
- 南西ドイツ放送交響楽団
- バーデン＝バーデン・フライブルク南西ドイツ放送交響楽団

バーデン＝バーデン・フライブルクSWR交響楽団（ドイツ語: SWR Sinfonieorchester Baden-Baden und Freiburg）は、かつてドイツのバーデン＝ヴュルテンベルク州に本拠を置き活動していた南西ドイツ放送所属のオーケストラ。

## 概略
ドイツのバーデン＝ヴュルテンベルク州にはかつて、南ドイツ総合放送と南西ドイツ放送と2つの公共放送局が存在し、それぞれにシュトゥットガルト放送交響楽団と南西ドイツ放送交響楽団が所属していた。1998年10月に2つの放送局は南西ドイツ総合放送として統合されたが、2016年7月までそれぞれの管弦楽団は別箇に活動した。南西ドイツ放送の初代音楽部長であり、後年に国際現代音楽協会の会長を務めたハインリヒ・シュトローベルが現代音楽に積極的に取り組み、音楽番組を充実させていくことを試み、その後も長きにわたってこの楽団の特徴となった。定期演奏会と特別演奏会が催されていたのはフライブルクのみであり、南西ドイツ放送主催の定期演奏会がシュトゥットガルト放送交響楽団との持ち回りでマンハイムでも行われていた。長らくドナウエッシンゲン現代音楽祭のレギュラー・オーケストラでもあった。

## 沿革
1946年2月1日、バーデン＝バーデン市の市立療養地交響楽団が南西ドイツ放送へ移管譲渡されて誕生した、「南西ドイツ放送管弦楽団」を前身とする。同年、「南西ドイツ放送大楽団」と改称する。
1950年にシュトローベルは戦前からラジオで人気の高かったハンス・ロスバウトを迎えることに成功し、同年からは世界的な現代音楽祭であるドナウエッシンゲン音楽祭の常連となり、音楽祭の中枢として脚光を浴びた。
1966年に「南西ドイツ放送交響楽団」に改称する。1996年にはバーデン＝バーデン市内の南西ドイツ放送敷地内にあったハンス・ロスバウト・スタジオから、フライブルクに新設されたフライブルク・コンツェルトハウスへと本拠地を移す。
1998年の南ドイツ総合放送と南西ドイツ放送の統合合併に際し、名称を「バーデン＝バーデン・フライブルクSWR交響楽団」とした。2012年9月28日、南西ドイツ放送の顧問委員会は財政上の理由から、シュトゥットガルト放送交響楽団との統合を発表し、多くの音楽家が公開状を提出したが請願は叶わず、2016年7月17日、フライブルクを本拠地とする公演に終止符を打った。

## 特徴
極限的に演奏困難な現代曲でも完璧に演奏できる、というアルディッティ弦楽四重奏団のような能力を売りにしていた。
しかし、ヘルムート・ラッヘンマンの『塵』 (Staub) はベートーヴェンの第9を引用しながら「ちり」という題名を付けたことが顰蹙を買い、「下劣で演奏不可能」といわれ演奏が中止になった。後にドナウエッシンゲン現代音楽祭で初演され、決定稿は各種のオーケストラに取り上げられている。これは技術的に特に演奏困難な曲ではないが拒絶された例外であった。
また1990年代のドナウエッシンゲンでのフォルカー・ハインへの委嘱作品 Ferro Canto も演奏困難としてキャンセルされ、いまだに初演されていない。
現代曲専門のオーケストラという伝統はドイツで途絶えてしまっており、近年の若手作曲家のオーケストラ・デビュー作も、特段現代曲専門のオーケストラが初演するわけではなくなっている。

## 主要初演作曲家
- ハンス・ヴェルナー・ヘンツェ
- ヴォルフガング・フォルトナー
- リゲティ・ジェルジュ
- クシシュトフ・ペンデレツキ
- カールハインツ・シュトックハウゼン
- ルチアーノ・ベリオ
- オリヴィエ・メシアン
- ヴォルフガング・リーム
- ヘルムート・ラッヘンマン
- レベッカ・サンダース
- ピエール・ブーレーズ
- ハンス・ツェンダー
- ヤニス・クセナキス
- ディーター・シュネーベル
- ホルヘ・E・ロペス

## 録音
ドナウエッシンゲン音楽祭のライブ録音に関しては、様々なレーベルから各年の公演がCD化されている。下記は代表的な録音の一部。
- 指揮：パウル・ザッハー - バルトーク：ピアノ協奏曲第3番 (1948年)  ディヌ・リパッティ(pf)
- 指揮：ベンジャミン・ブリテン - ブリテン：自作自演集 (1956年)
- 指揮：ハンス・ロスバウト - マーラー：大地の歌（1958年）
- 指揮：ゴットホルト・エフライム・レッシング - 東プロイセンの故郷の歌 (1960年)
- 指揮：カール・シューリヒト - ブラームス：交響曲第3番ヘ長調 (1961年)
- 指揮：ハンス・ロスバウト - メシアン：トゥーランガリラ交響曲
- 指揮：エルネスト・ブール - リーム：迫る光 (1974年)
- 指揮：エルネスト・ブール - リーム：オーケストラのための副次輪郭 (1974年)
- 指揮：若杉弘 - ハイドン：交響曲第71番変ロ長調Hob.I-71 (1987年)
- 指揮：シルヴァン・カンブルラン - ヘンツェ：交響曲第1番
- 指揮：シルヴァン・カンブルラン - ラッヘンマン：書 (2006年)
- 指揮：エルネスト・ブール - ラヴェル：管弦楽曲集 (2014年)
- 指揮：エミリオ・ポマリコ - チェルハ：夜 (2014年)
- 指揮：ピエール・ブーレーズ - イザベル・ムンドリー：ぼくときみ（2008年）[11]
- 指揮：ピエール・ブーレーズ  - エンノ・ポッペ：古い建造物（2008年）
- 指揮：シルヴァン・カンブルラン - ブリス・ポゼ：踊り子［交響曲第5番］（2008年）
- 指揮：シルヴァン・カンブルラン - ベン・ジョンストン：群のための五重奏曲（2008年）

## 最終公演
最終公演の収録を、南西ドイツ放送第2チャンネル・オンラインで2017年1月17日まで聴くことができた。

## 日本とのかかわり
1992年、2012年と数回の来日公演を行っている。また、1980年代後半には若杉弘が、2008年/2009年のシーズンには客演指揮者として大野和士、佐渡裕の2人の日本人指揮者が登壇した。

## 首席指揮者
- 1946年 - 1948年 ゴットホルト・エフライム・レッシング
- 1948年 - 1962年 ハンス・ロスバウト
- 1964年 - 1979年 エルネスト・ブール
- 1980年 - 1986年 カジミエシュ・コルト
- 1986年 - 1999年 ミヒャエル・ギーレン
- 1999年 - 2011年 シルヴァン・カンブルラン
- 2011年 - 2016年 フランソワ＝グザヴィエ・ロト